# 機載太空火箭發射
機載太空火箭發射是指从高空飛行的飞机上发射火箭，並通過火箭将卫星送入近地轨道。從高空飞行的飞机上发射火箭的主要优点是，火箭不需要在低空密集的大气层中飞行，因為低空密集的大气层相對於高空，存在對火箭更多的升空阻力，為克服阻力，火箭就需要更多的推进剂，所以機載太空火箭發射能節省燃料。